# Phlegopsis
Genre
Phlegopsis est un genre de passereaux de la famille des Thamnophilidés. Il est originaire de la forêt humide de l'Amazone, en Amérique du Sud.

## Liste des espèces
Selon la classification de référence du Congrès ornithologique international (version 6.4, 2016) :
- Phlegopsis nigromaculata — Fourmilier à lunettes, Fourmilier maculé (d'Orbigny & Lafresnaye, 1837)
  - Phlegopsis nigromaculata nigromaculata (d'Orbigny & Lafresnaye, 1837)
  - Phlegopsis nigromaculata bowmani (Ridgway, 1888)
  - Phlegopsis nigromaculata confinis (Zimmer, JT, 1932)
  - Phlegopsis nigromaculata paraensis (Hellmayr, 1904)
- Phlegopsis erythroptera — Fourmilier à ailes rougeâtres, Fourmilier à miroir roux (Gould, 1855)
  - Phlegopsis erythroptera erythroptera (Gould, 1855)
  - Phlegopsis erythroptera ustulata (Todd, 1927)
- Phlegopsis borbae — Fourmilier à face pâle (Hellmayr, 1907)